# Tápiószele
Tápiószele è un comune dell'Ungheria di 6 272 abitanti (dati 2007) situato nella contea di Pest, nell'Ungheria settentrionale.